# Matteo Desiderato
Matteo Desiderato, né à Sciacca dans la province d'Agrigente (Sicile), est un peintre italien actif aux XVIIIe  et  XIXe siècle.

## Biographie
Matteo Desiderato s'est formé à Rome auprès de Mariano Rossi.
Il a été actif à Catane et sa région  où il exécuta des tableaux pour de nombreuses églises et peignit à fresque la voûte de la salle principale du Palais Biscari. Mais aussi de nombreux tableaux pour diverses grandes familles de Palerme, parmi lequel, les Antipastis ou les Panzanis.   
Giuseppe Rapisardi et Sebastiano Lo Monaco ont été ses élèves.

## Œuvres
- Fresques, voûte de la salle principale du Palais Biscari, Catane.
- Fresques, Basilique Saint-Benoît, Catane.
- San Leone Taumaturgo che sconfigge il mago Eliodoro, huile sur toile, Chiesa Madre, Santa Maria di Licodia.